# Stigmata (álbum de Tarot)
Stigmata es el cuarto álbum de estudio de la banda finlandesa Tarot, lanzado en 1995 a través de Bluelight Records. En 2006 se lanzó una reedición que incluye un CD adicional grabado en directo.

## Listados de canciones
1. "Angels Of Pain"
2. "E.T.I"
3. "Shades In Glass"
4. "As One"
5. "State Of Grace"
6. "Race The Light"
7. "Expected To Heal"
8. "Sleepless"
9. "The Teeth"
10. "Stigmata"

## Bonus CD (directo)
1. "Live Hard Die Hard"
2. "Iron Stars"
3. "No Return"
4. "Breathing Fire"
5. "Dancing On The Wire"
6. "Wings Of Darkness"
7. "Rose On The Grave"
8. "The Chosen"
9. "Kill The King"
10. "Do You Wanna Live Forever"

- Datos: Q2702423